# Голый король (пьеса)
«Голый король» — пьеса в двух действиях Евгения Шварца, созданная по мотивам сказок Х. К. Андерсена «Новое платье короля», «Свинопас» и «Принцесса на горошине».
Написанная в 1934 году, пьеса Е. Шварца, с её опасными аллюзиями, впервые была издана лишь в 1960-м. «Голый король» не был поставлен на сцене при жизни драматурга, но именно эта пьеса впоследствии принесла ему широкую известность. Составляет наряду с «Драконом» и «Тенью» трилогию пьес-памфлетов.

## История
Первая редакция пьесы называлась «Принцесса и свинопас».
«Голый король» — вторая редакция.

## Сюжет
Принцесса Генриетта влюбляется в свинопаса Генриха. Отец принцессы не рад выбору дочери и собирается выдать её замуж за короля из соседнего королевства. Генрих пытается расстроить намечающуюся свадьбу, а отец принцессы старается как можно быстрее её устроить.

## Персонажи
- Генрих — свинопас.
- Генриетта — принцесса.
- Король-отец — отец Генриетты.
- Христиан — друг Генриха.
- Король — правитель соседнего королевства.
- Камердинер
- Гувернантка
- Мэр города
- Первый министр
- Министр нежных чувств
- Придворный поэт
- Королевский шут
- Придворный учёный
- Придворные дамы: герцогиня, графиня, баронесса и другие
- Фрейлины
- Жандармы
- Солдаты
- Публика

## Известные постановки
В 1960 году при поддержке Олега Ефремова пьесу Е. Шварца в «Современнике» поставила Маргарита Микаэлян. Короля играл Евгений Евстигнеев, Первого министра — Игорь Кваша, Министра нежных чувств — Виктор Сергачёв, Принцессу — Нина Дорошина. «Голый король» стал одним из лучших спектаклей театра и украшал его репертуар на протяжении многих лет, пока не распался актёрский ансамбль. «Актёры „Современника“, — пишет А. Смелянский, — сыграли сказку Е. Шварца с отвагой канатоходцев, балансирующих над пропастью. Сказочный колорит не помешал им сохранить сходство министров, королей, официальных поэтов и придворных с совсем не сказочными советскими прототипами». «Голый король», по свидетельству Ефремова, пользовался успехом и у опальных партийных чиновников. В этом спектакле впервые в полной мере раскрылся незаурядный талант Евстигнеева: «Он попал на роль Короля, — вспоминал Олег Табаков, — и сразу занял то место, какое солнце занимает по отношению к другим планетам, вокруг него кружащимся. Он стал актёрским солнцем нашего театра».
В 1991 году «Голый король» был поставлен Александром Горбанем в театре «Сатирикон». Премьера состоялась 27 июня. Главные роли сыграли Владимир Большов, Фёдор Добронравов.

## В культуре
- В 2002 году Леонид Филатов выпустил пьесу в стихах под названием «Ещё раз о голом короле», являющуюся пародией на пьесу Шварца, и посвятил её памяти Евгения Евстигнеева.